# Ордобаєв Абдулда
Абдулда Ордобаєв (1911, село Ак-Бото Семиріченської області, тепер Чуйської області, Киргизстан — 10 червня 1994, місто Бішкек, Киргизстан) — киргизький радянський діяч, секретар ЦК КП(б) Киргизії з торгівлі та громадського харчування, голова Верховного суду Киргизької РСР, голова Тянь-Шаньського облвиконкому. Депутат Верховної ради Киргизької РСР.

## Біографія
Народився в селянській родині. У 1933—1936 роках — рахівник, голова колгоспу «Кизил Желек» Кантського району Киргизької АРСР.
У 1936—1938 роках — голова сільського споживчого товариства, голова правління колгоспу, завідувач земельного відділу, керівник групи Народного комісаріату землеробства Киргизької РСР.
Член ВКП(б) з 1937 року.
У 1938—1941 роках — заступник народного комісара юстиції Киргизької РСР.
У 1941 році закінчив Вищі академічні правові курси при Московській юридичній академії.
У 1941—1942 роках — голова Верховного суду Киргизької РСР.
20 травня 1942 — 1943 року — секретар ЦК КП Киргизії з торгівлі та громадського харчування.
У 1943—1945 роках — голова виконавчого комітету Тянь-Шаньської обласної ради депутатів трудящих.
У 1945—1948 роках — член Верховного суду Киргизької РСР.
У 1948—1953 роках — заступник міністра юстиції Киргизької РСР.
У травні 1953 — 1961 року — голова Верховного суду Киргизької РСР.
У 1961—1970 роках — директор лабораторії Киргизького республіканського науково-дослідного інституту судової експертизи.
Потім — персональний пенсіонер у місті Фрунзе (Бішкеку).
Помер 10 червня 1994 року в місті Бішкеку.